# Nachal Meron
Nachal Meron (hebrejsky: נחל מירון) je vádí v Izraeli.
Začíná na východních svazích masivu Har Meron v Horní Galileji. Směřuje pak k východu. Z jihu míjí vesnice Meron a po několika kilometrech ústí do vodního toku Nachal Amud, cca 2 kilometry severozápadně od města Safed, na severním okraji kopce Har Mesarvim. Údolí je turisticky využíváno a je spojeno s legendou okolo života starověkého židovského učence Šim'ona bar Jochaje.